# اکسلسیور، شهرستان وبستر، ویرجینیای غربی
اکسلسیور (به انگلیسی: Excelsior) یک منطقهٔ مسکونی در ایالات متحده آمریکا است که در شهرستان وبستر، ویرجینیای غربی واقع شده‌است.